# Rhopalomyia kozlovi
Rhopalomyia kozlovi är en tvåvingeart som beskrevs av Fedotova 1999. Rhopalomyia kozlovi ingår i släktet Rhopalomyia och familjen gallmyggor. Inga underarter finns listade i Catalogue of Life.